# Cosmic Boy (personaje)
Cosmic Boy (Rokk Krinn) es un superhéroe que aparece en los cómics publicados por DC Comics. Es del siglo 31, y es miembro fundador y líder original de la Legión de Super-Héroes.
Cosmic Boy hizo su debut de acción real en un episodio de Smallville, interpretado por Ryan Kennedy.

## Historial de publicaciones
Cosmic Boy apareció por primera vez en Adventure Comics #247 (abril de 1958) y fue creado por Otto Binder y Al Plastino.

## Biografía ficticia

### Original
Cosmic Boy es miembro fundador de la Legión de Super-Héroes, junto con Lightning Lad y Saturn Girl, y tiene la habilidad sobrehumana de generar campos magnéticos. El hermano de Cosmic Boy, Pol, eventualmente se unió a la Legión como Magnetic Kid, pero murió durante las "Guerras Mágicas". Cosmic Boy es uno de los pocos legionarios que ha tenido su propia miniserie, que se publicó en cuatro números a mediados de la década de 1980 como un derivado del cruce de Legends.
En la Legión pre-Hora Cero, Cosmic Boy tuvo una relación sentimental con Night Girl (Lydda Jath) de la Legión de Héroes Sustitutos. Durante la "Brecha de cinco años" que siguió a las Guerras Mágicas, perdió sus poderes en el curso de una guerra entre los planetas de Braal e Imsk (el mundo natal de Shrinking Violet), en la que el ejército de Imskian usó un "amortiguador" en el magnético. campos dentro de los soldados braalianos. "Vi" estuvo en escena cuando su compañero legionario quedó lisiado por el amortiguador durante la batalla de Venado Bay, y albergó una profunda culpa durante años. Al no usar más su nombre en clave, Rokk se retiró a los barrios marginales de un Braal desmilitarizado con su esposa Lydda, quien dio a luz a su hijo Pol (llamado así por el hermano de Rokk).
Cuando Reep Daggle reformó la Legión, un Rokk impotente se unió y trasladó a su familia a la nueva sede de la Legión. El antiguo Cosmic Boy continuó sirviendo con honor durante el período de servicio de la Legión adulta, demostrando que no necesitaba poderes para ser un héroe. Sin embargo, Rokk recuperó sus poderes poco antes de la Hora Cero, gracias a un par especial de guanteletes de poder. Tomó el nombre en clave de Polestar, solo para renunciar a los guanteletes de poder después de que comenzaron a afectar su mente. Después de enterarse de que aparentemente estaba destinado a convertirse en Time Trapper, Rokk y al resto de la Legión fueron borrados de la historia por Hora Cero.

### Post-Hora Cero
En la Legión pre-Hora Cero, Rokk Krinn provenía de una familia pobre, pero se convirtió en una superestrella en el deporte braaliano de Magnoball, ganándose el apodo de "Cosmic Boy" después de ganar los Juegos Cósmicos de Magnoball. Envió la mayor parte de sus ganancias a su familia, sin saber que su gerente, Alex Cuspin, las estaba malversando. Después de que R.J. Brande se le acercara para formar la Legión, Saturn Girl descubrió y reveló la verdad sobre Cuspin. Rokk despidió rápidamente a su gerente y lo arrestó. Los miembros fundadores lo votaron líder, pero poco después descubrieron que Leviathan, un veterano de la Policía Científica, había sido designado para el liderazgo por el Presidente de United Planets. Poco después, Leviatán le daría a Cosmic Boy la posición de liderazgo después de la muerte de Kid Quantum, una posición en la que se desempeñó de manera admirable. Después del ataque a la Tierra por parte de los Daxamitas del Triángulo Blanco, pareció convertirse en un martinete controlador bajo el control del presidente Chu de UP. Durante este período, tomó muchas decisiones impopulares, incluida la expulsión del equipo de Lightning Lad y Ultra Boy. Sin embargo, esta fue una artimaña planeada por él mismo e Invisible Kid para exponer la corrupción del presidente de la UP.
Después de esto, renunció voluntariamente al liderazgo, sintiendo que había servido como líder durante suficiente tiempo. Cuando Shrinking Violet cayó bajo la influencia del Ojo Esmeralda de Ekron, Rokk fue uno de los miembros del equipo que el Ojo envió al siglo XXI. Durante este período, él y Saturn Girl comenzaron una relación, pero luego quedaron en coma durante una batalla con Doctor Psycho. Si bien aparentemente se recuperó, más tarde se reveló que Saturn Girl había estado manipulando inconscientemente su cuerpo comatoso desde el ataque de Psycho. También se dio cuenta de que estaba enamorada de Garth. La relación terminó, pero los dos siguieron siendo amigos cercanos. Tras regresar al Siglo 31, se enfrentaría a un atentado contra su vida por parte de su antiguo manager, que había salido de prisión. Después de que la mitad del equipo se perdiera en una grieta en el espacio, la Legión fue disuelta por Leland McCauley, quien se había convertido en el presidente de United Planets. Brande lo reclutó rápidamente para reformar la Legión en secreto y Rokk nuevamente dirigió al equipo por un corto tiempo, descubriendo que McCauley había sido asesinado y Ra's al Ghul se estaba haciendo pasar por él. Después de derrotar a Ra's, Rokk dejaría el liderazgo nuevamente. Más tarde, comenzó una relación con el nuevo líder de la Legión, Kid Quantum II.

### Continuidad de "Threeboot"
En Legión de Superhéroes vol. 5, #1, Cosmic Boy es el líder de la Legión de Super-Héroes. Después de aparentemente destruir el mundo natal de los Dominadores (en realidad lo envía a la Zona Fantasma), Cosmic Boy es destituido de su cargo, siendo reemplazado por Supergirl. Luego se une a un equipo de superhéroes del siglo 41, que regresan a tiempo para ofrecerle membresía.

### Post-Crisis Infinita
Los eventos de la miniserie Crisis infinita aparentemente han restaurado un análogo cercano de la pre-Crisis on Infinite Earths Legion a la continuidad, como se ve en el arco de la historia "The Lightning Saga" en Justice League of America y Justice Society of America, y en el arco argumental "Superman y la Legión de Superhéroes" en Action Comics. Cosmic Boy está incluido en su número.
El escritor de cómics Geoff Johns dijo sobre los personajes:

Cosmic Boy es como el líder completo que lo pone todo sobre sus hombros, pero es magnético. Sus poderes tienen que ver con el magnetismo, por lo que se traslada a su personalidad. Y lucha por reunir a toda la Legión. Es como, 'Podemos hacer esto. Podemos traerlo juntos'. Le sale naturalmente.

## Serie limitada
Cosmic Boy apareció en una serie limitada de cuatro partes, la portada data de diciembre de 1986 a marzo de 1987. Un vínculo con la serie limitada Legends, fue escrita por Paul Levitz, con arte de Keith Giffen, Ernie Colón y Bob Smith.
En la serie, Cosmic Boy y Night Girl han viajado desde el siglo 30 para disfrutar de unas vacaciones en el siglo 20. Se encuentran amenazados por muchos ciudadanos y residentes de los Estados Unidos, quienes han sido manipulados por Glorious Godfrey como parte de un plan de Darkseid para desacreditar a la comunidad de superhéroes de la Tierra. Poco después de llegar, Cosmic Boy se encuentra con Superman, quien no lo reconoce, a pesar de que Superboy fue miembro de la Legión durante años. Él y Night Girl revisan videos de la historia reciente, incluidas referencias al bombardeo de Hiroshima, la explosión del transbordador espacial estadounidense Challenger y la fusión en la planta de energía nuclear de Chernobyl, pero ninguna mención de la carrera temprana de Superman como Superboy. Cosmic Boy, un aficionado a la historia de la Tierra del siglo XX, insiste en que ninguno de estos eventos es correcto. Como el suyo es uno de los primeros viajes en el tiempo desde la Crisis, la pareja teme que algo esté terriblemente mal en la historia. El futuro podría estar en grave peligro, ya que muchos de los mundos de los Planetas Unidos fueron colonizados por colonos de la Tierra. Una misión del transbordador espacial que transporta un satélite crucial para el futuro desarrollo de los viajes espaciales en la Tierra sale mal y el transbordador explota. Cosmic Boy atrapa magnéticamente la carga útil y envía los escombros hacia el océano sin causar daño, pero los soldados estadounidenses asumen que es un espía extranjero. Lo atacan, implementando la directiva del presidente Ronald Reagan que prohíbe toda actividad de superhéroes.
Buscando proteger el satélite, Cosmic Boy y Night Girl viajan a las instalaciones de la NASA en Houston, donde conocen a Jason, uno de los astronautas que diseñó el transbordador. Ayudan a sofocar un motín que estalla cuando los manifestantes derriban las puertas de la NASA, y Cosmic Boy se convence de que algún enemigo invisible está tratando deliberadamente de evitar la misión. Cuando parten, la pareja nota que sus dos familias son de mundos establecidos durante la Gran Emigración de la Tierra. No saben que el apellido de Jason, el astronauta que acaban de conocer, es Krinnski, lo que implica que puede ser un antepasado lejano de Cosmic Boy, cuyo verdadero nombre es Rokk Krinn.
Cosmic Boy y Night Girl deciden regresar al siglo 30, donde los expertos en viajes en el tiempo Brainiac 5 y Circadia Senius podría ser capaz de determinar el problema. Al entrar en la corriente temporal, su burbuja de tiempo se encuentra con una tormenta y comienza a temblar violentamente. Se ven obligados a volver al siglo XX. Acuden a Jason Krinnski en busca de ayuda, quien hace todo lo posible para ayudarlos a reparar la burbuja del tiempo. Sin embargo, su segundo intento de salir falla, como si hubiera una barrera bloqueándolos. Al darse cuenta de que necesitan una fuente de energía masiva para impulsar la Burbuja hasta el siglo 30, Cosmic Boy aprovecha la energía electromagnética del campo magnético de la Tierra. Atraviesan la barrera, pero son impulsados más allá de su propio siglo, hasta el final de los tiempos, donde se enfrentan a uno de los enemigos más letales de la Legión: el Time Trapper.
El Trampero juega con la pareja, dándoles una hora para encontrar el camino de regreso al siglo 30. Eventualmente se abren camino a través de la Ciudadela del Trampero hacia su Burbuja del Tiempo, justo cuando los últimos granos en el reloj de arena están a punto de caer. Cosmic Boy usa su poder para deformar el reloj de arena, cerrándolo para que el último grano nunca caiga. Divertido, el Trampero les permite irse. Dirige la Burbuja del Tiempo al siglo 30, colocándola justo en frente del Cuartel General de la Legión. Advierte a la pareja que este será su último viaje en el tiempo y que "la próxima ocasión en que un legionario se atreva a romper la barrera del tiempo será la última". Mientras los dos corren para advertir a la Legión sobre lo que ha ocurrido, el Trampero se da cuenta de que los Legionarios regresarán por él. Encuentra esto bastante satisfactorio, mientras mira un par de estatuas de Superboy y su perro Krypto.
Los eventos de esta serie continúan en el arco de la historia "El héroe más grande de todos", publicado en Superman vol. 2, #8; Action Comics n.º 591; y Legion of Super-Heroes vol. 3, #37-38 (agosto-septiembre de 1987).
En la secuela de "Watchmen", "Doomsday Clock", Cosmic Boy se encuentra entre los miembros de la Legión de Super-Héroes que aparecen en el presente después de que el Doctor Manhattan deshiciera el experimento que borró la Legión de Super-Héroes y la Sociedad de la Justicia de América.

## Poderes y habilidades
El superpoder de Cosmic Boy es el supermagnetismo. Puede manipular, repeler o atraer objetos metálicos de diferentes tamaños. Naturalmente, cuanto más metal hay en un objeto, más fácil le resulta afectar magnéticamente. Se sabe que Cosmic Boy atrae grandes meteoritos de hierro y satélites desde el espacio con un mínimo esfuerzo. Puede usar su poder magnético en rocas que contienen mineral de hierro para tirar o usarlas como proyectiles. También puede magnetizar objetos metálicos para que se conviertan en imanes y hacer que se adhieran a otros objetos metálicos. Su poder no puede afectar a los no metales, como las sustancias orgánicas como la madera o la carne. Su control es tal que puede manipular registros electrónicos o el hierro en la sangre. Se sabe que usa un uniforme con fibras ferrosas para poder volar con sus propios poderes, pero generalmente depende de un anillo de vuelo de la Legión.

## Equipo
Como miembro de la Legión de Super-Héroes, se le proporciona un anillo de vuelo de la Legión. Le permite volar y lo protege del vacío del espacio y otros entornos peligrosos.

## Vestuario
El disfraz original de Cosmic Boy era rosa con negro a los lados, con cuatro círculos blancos, el nombre en clave "Cosmic Boy" escrito en el pecho y un casco espacial de burbujas de plástico. Después de su primera aparición, el casco y el nombre en clave fueron reemplazados por charreteras blancas. Durante un período a fines de la década de 1970, fue retratado con un traje diseñado por Mike Grell que era esencialmente un bustier negro con guantes y botas negros, con los brazos, hombros, pecho y piernas desnudos. Cosmic Boy volvió a una variación cercana del traje original unos años más tarde. Como Polestar, vestía un traje negro y morado con una raya en el costado y una capucha negra. En la Legión pre-Hora Cero, usó una versión de su traje original con lavanda como color principal en lugar de rosa. En esta versión del disfraz, los cuatro círculos en el cofre eran en realidad discos que podía manipular magnéticamente y usar como armas. La versión "Threeboot" tiene un patrón similar, con el azul como color principal y círculos negros en lugar de blancos.

## En otros medios

### Televisión
- Cosmic Boy aparece en el episodio de Superman: la serie animada, "New Kids in Town", con la voz de Chad Lowe.[8]Él, junto con Saturn Girl y Chameleon Boy, retroceden en el tiempo para evitar que Brainiac mate a Clark Kent antes de que pueda convertirse en Superman.
- Cosmic Boy hace una aparición sin hablar en el episodio de Liga de la Justicia Ilimitada, "Far From Home".
- Cosmic Boy aparece en la serie animada Legion of Super Heroes (2006), con la voz de Wil Wheaton.[8]Esta versión pierde su posición de líder ante Bouncing Boy en el episodio "Chain of Command", pero parece haber recuperado su posición al comienzo de la temporada 2.
- Cosmic Boy, junto con Saturn Girl y Lightning Lad, aparece en Smallville, interpretado por Ryan Kennedy. En su episodio debut, "Legion", Rokk es visto como el tipo de líder silencioso. Rokk, el más decidido del grupo, es el que más se acerca a matar a Chloe Sullivan, solo para ser detenido por Clark Kent, quien le informa a Rokk que cualquier Legión inspirada por él nunca debe recurrir al asesinato. Cuando el grupo derrota a Brainiac extrayéndolo de Chloe, Rokk cambia las reglas de la Legión en consecuencia. Justo antes de irse, Rokk advierte a Clark de los días venideros y le dice que tenga cuidado. Aunque se lo conoce principalmente como Rokk, Lightning Lad lo llama "Cos" en un momento del episodio. Más tarde regresa en el final de temporada para darle a Clark un nuevo anillo de la Legión después de que el suyo fuera destruido en "Infamous" y le advierte que nada puede evitar que Doomsday lo mate. Le da a Clark el anillo y le dice que envíe a Doomsday al futuro, ya que la Legión está preparada para luchar contra él allí.

### Cine
- Cosmic Boy aparece en Lego DC Comics Super Heroes: Justice League - Cosmic Clash, con la voz de Yuri Lowenthal.[8]Él, junto con Saturn Girl y Lightning Lad, aparecen en el año 2116 como los últimos supervivientes de la Legión de Superhéroes. En 2116, cuando Brainiac se apoderó de la Tierra y convirtió a Superman en su secuaz cyborg, Batman llega con el uso de la caminadora cósmica para liberar a Superman y enviarlo de regreso al presente. La Legión intenta ralentizar a Superman, pero presumiblemente son asesinados por él, solo más tarde se revela que es una ilusión lanzada por Saturn Girl. Después de que Batman logra liberar a Superman del control de Brainiac y enviarlo de regreso al presente, la Legión le da a Batman su última burbuja de tiempo para enviarlo a casa.
- Cosmic Boy aparece en la película animada Legion of Super-Heroes (2023), con la voz de Eric Lopez.[8]
- La encarnación de Cosmic Boy en Legion of Super Heroes (2006) hace un cameo sin hablar en la película crossover Scooby-Doo! and Krypto, Too!.[9]

### Videojuegos
- En Injustice 2, Cosmic Boy y otros miembros de la Legión de Super-Héroes se ven en el final de Brainiac, donde Brainiac 5 se hizo pasar por Brainiac para derrotarlo. Si bien lo interrogaron por retroceder en el tiempo para detener a Brainiac, están complacidos de que haya detenido el alboroto de Brainiac.

### Varios
- Cosmic Boy aparece en Adventures in the DC Universe #10.[10]
- Cosmic Boy aparece en el cómic one-shot Batman '66 Meets the Legion of Super-Heroes.[11]